# Sokuon
|    | w  | r  | y  | m  | h  | n  | t  | s  | k  |    |   |
| ん | わ | ら | や | ま | は | な | た | さ | か | あ | a |
| っ | ゐ | り |    | み | ひ | に | ち | し | き | い | i |
| ゛ |    | る | ゆ | む | ふ | ぬ | つ | す | く | う | u |
| ー | ゑ | れ |    | め | へ | ね | て | せ | け | え | e |
| ヶ | を | ろ | よ | も | ほ | の | と | そ | こ | お | o |

En japonés, el sokuon (促音?), o "doble consonante" es un sonido escrito en hiragana o katakana como una pequeña tsu. Debido a esto, es también llamado chiisai tsu (小さいつ?  lit. "pequeña tsu"). Su función es la de geminar, o repetir la consonante siguiente.
Comparación del sokuon con el tsu:
|          | Tsu | Sokuon |
| -------- | --- | ------ |
| Hiragana | つ  | っ     |
| Katakana | ツ  | ッ     |

Puede aparecer delante de las filas -k (-か), -s (-さ), -t (-た) y -b o -f (-ば o -ふ). Para palabras extranjeras pueden colocarse también delante de las filas -z (-ザ) y -d (-ダ). En rōmaji es representado por la repetición de la consonante que precede. En ocasiones puede aparecer en posición final, principalmente en interjecciones, donde se pronuncia como una consonante implosiva. 
Fonéticamente se transcribe como /Q/ o /ː/ según el sistema que se utilice. 
Ejemplos:
- 切手　きって (sello postal) se pronuncia /kiQte/ y se transcribe "kitte";
- 喝さい　かっさい　(aplauso, aclamación) se pronuncia /kaQsai/ y se transcribe "kassai";
- あっ　(exclamación de sorpresa, ¡Oh!) se pronuncia /aQ/. No tiene una transcripción estándar;
- Pocky, un snack japonés, es escrito con los kanas  (ポッキー Pokkī?), el sokuon se representa con la consonante k.